# DeWanna Bonner
DeWanna Bonner (Fairfield, 21 agosto 1987) è una cestista statunitense naturalizzata macedone, professionista nella WNBA.

## Carriera
È stata selezionata dalle Phoenix Mercury al primo giro del Draft WNBA 2009 con la 5ª chiamata assoluta.

## Palmarès
- 2 volte campionessa WNBA (2009, 2014)
- 3 volte WNBA Sixth Woman of the Year (2009, 2010, 2011)
- All-WNBA First Team (2015)
- All-WNBA Second Team (2020)
- WNBA All-Defensive Second Team (2015)
- WNBA All-Rookie First Team (2009)